# Borchów
Borchów – wieś w Polsce położona w województwie podkarpackim, w powiecie lubaczowskim, w gminie Oleszyce.
W II Rzeczypospolitej wieś w powiecie lubaczowskim województwa lwowskiego. W latach 1939–1946 nacjonaliści ukraińscy z OUN-UPA zamordowali tutaj 13 Polaków i 5 Żydów.
W latach 1975–1998 miejscowość administracyjnie należała do województwa przemyskiego.
Wierni Kościoła rzymskokatolickiego należą do parafii Narodzenia Najświętszej Maryi Panny w Oleszycach.

## Części wsi
| SIMC    | Nazwa    | Rodzaj    |
| ------- | -------- | --------- |
| 0607133 | Mielniki | część wsi |

We wsi dawna cerkiew greckokatolicka pw. Niepokalanego Poczęcia NMP wybudowana w 1781 r. Na przełomie XIX i XX w. podwyższono babiniec i umieszczono w nim chór śpiewaczy. W 1924 r. do babińca dostawiono ganek. Po II wojnie światowej, do końca lat 60. XX w. obiekt nie był użytkowany. Od 1971 r. pełni funkcję rzymskokatolickiej kaplicy filialnej parafii w Oleszycach. W latach 80. i 90. XX w. Świątynię gruntownie remontowano. Świątynia reprezentuje tradycyjny układ przestrzenny z późniejszymi modyfikacjami planu i bryły.